# Кульм-ам-Цирбиц
Кульм-ам-Цирбиц (нем. Kulm am Zirbitz) — коммуна (нем. Gemeinde) в Австрии, в федеральной земле Штирия. 
Входит в состав округа Мурау.  Население составляет 363 человека (на 31 декабря 2005 года). Занимает площадь 18,95 км². Официальный код  —  61407.

## Политическая ситуация
Бургомистр коммуны — Йохан Обермайер (АНП) по результатам выборов 2005 года.
Совет представителей коммуны (нем. Gemeinderat) состоит из 9 мест.
- АНП занимает 6 мест.
- СДПА занимает 3 места.